# Live from the Living Room
Live from the Living Room (One Acoustic Night) è un album dal vivo del gruppo musicale statunitense Mr. Big, pubblicato il 24 febbraio 2012 dalla Frontiers Records.

## Tracce
1. Undertow – 5:08
2. Still Ain't Enough For Me – 3:24
3. As Far As I Can See – 4:05
4. Voodoo Kiss – 4:11
5. Take Cover – 5:20
6. Around the World – 4:23
7. Stranger in My Life – 5:03
8. All the Way Up – 5:17
9. To Be with You – 4:35
10. Nobody Left to Blame – 5:55

## Formazione
- Eric Martin – voce
- Paul Gilbert – chitarre, cori
- Billy Sheehan – basso, cori
- Pat Torpey – batteria, cori